# Tomino
Tomino est une commune française située dans la circonscription départementale de la Haute-Corse et le territoire de la collectivité de Corse. Elle appartient à l'ancienne piève de Rogliano, dans le Cap Corse.

## Géographie

### Situation
Tomino est une commune du littoral oriental du Cap Corse, située au nord-est du cap Sacrum de Ptolémée. Commune de 5,8 km2 environ, elle est la plus petite du Cap.
| Rogliano | Rogliano | Mer Tyrrhénienne |
| Rogliano | Tomino   | Mer Tyrrhénienne |
| Meria    | Meria    | Mer Tyrrhénienne |

### Géologie et relief
Tomino est une commune dont le petit territoire est partagé latéralement par une arête collinaire sur laquelle ont été construits jadis, la plupart des lieux habités cités plus loin, et qui forment de nos jours le village de Tomino.
Le versant septentrional au nord du village, descend régulièrement jusqu'au ruisseau de Gioielli (commune de Rogliano), sur les rives duquel se trouvent des terres alluviales, plantées de vigne. Le ruisseau de Gioielli (fiume Jioielli), long de 5,7 km côtoie une infime partie du territoire de Tomino. Au nord-est, dominant Calella, la marina, la colline de Bucinu (94 m) porte un ancien moulin ruiné. Sur les flancs au sud du village, se trouve le vallon du ruisseau de Chiusellu, ceint au sud par une ligne de crête collinaire allant du Monte di a Funa 444 m et déclinant régulièrement jusqu'au niveau de la mer. Les hauteurs du versant à l'adret de cette ligne de crête sont situées sur la commune de Tomino.
Le sol est composé de laves volcaniques transformées en prasinites lors de la surrection des Alpes.
Limites de la commune
- Au nord, la démarcation sépare Tomino de Rogliano. Elle part depuis la confluence d'un ru sans nom avec le ruisseau de Gioelli, côtoie celui-ci sur une courte partie du cours puis longe sa rive droite jusqu'à l'embouchure.
- À l'ouest, la démarcation est représentée par le cours du ru précité, sur près de 500 m depuis sa confluence avec le Gioielli, et se poursuit en direction du sud par une ligne de crête montant jusqu'au monte di a Funa (444 m) via le monte Zucchero (287 m).
- Au sud la démarcation est une ligne quasi rectiligne, horizontale, déclinant jusqu'à un point côtier situé à environ 200 m au nord-est de la tour génoise de Meria, en passant par les lieux-dits Corbaia, Falconaja, monte San Paolo (183 m).
- À l'est, se trouve la façade maritime de la commune représentée par environ 3 kilomètres d'une côte déchiquetée, n'offrant aucun abri pour la navigation, sans plage.

### Hydrographie
Le ruisseau du Chiosellu, long de 2,2 km, est le principal cours d'eau communal. Il prend sa source à une altitude de 250 m au sud-est du village et est tributaire de la mer Tyrrhénienne, à l'est de Tomino. Il est aussi nommé fiume di Guadi localement.
Existe aussi le petit fleuve côtier fiume di A Catalla, qui se jette à la mer à la marine éponyme.

### Climat et végétation
Comme l'ensemble du littoral du Cap Corse, Tomino bénéficie d'un climat méditerranéen maritime aux écarts thermiques modérés avec des hivers plus chauds et des étés plus tempérés que partout ailleurs sur le littoral de l'île. En hiver, il ne gèle que rarement, la mer égalisant et réchauffant les températures ; la neige n'abonde aussi que rarement sur les faibles hauteurs qui n'ont pas de pouvoir rafraîchissant en été. Mais en raison des vents assez fréquents et violents, il se produit alors de brusques variations thermiques. Des pluies orageuses parfois fortes surviennent à l'automne.

## Urbanisme

### Typologie
Au 1er janvier 2024, Tomino est catégorisée commune rurale à habitat dispersé, selon la nouvelle grille communale de densité à sept niveaux définie par l'Insee en 2022.
Elle est située hors unité urbaine et hors attraction des villes,.
La commune, bordée par la mer Méditerranée, est également une commune littorale au sens de la loi du 3 janvier 1986, dite loi littoral. Des dispositions spécifiques d’urbanisme s’y appliquent dès lors afin de préserver les espaces naturels, les sites, les paysages et l’équilibre écologique du littoral, tel le principe d'inconstructibilité, en dehors des espaces urbanisés, sur la bande littorale des 100 mètres, ou plus si le plan local d’urbanisme le prévoit.

### Occupation des sols
L'occupation des sols de la commune, telle qu'elle ressort de la base de données européenne d’occupation biophysique des sols Corine Land Cover (CLC), est marquée par l'importance des forêts et milieux semi-naturels (82,8 % en 2018), en augmentation par rapport à 1990 (76,1 %). La répartition détaillée en 2018 est la suivante : milieux à végétation arbustive et/ou herbacée (70,4 %), forêts (9,2 %), zones urbanisées (7,8 %), zones agricoles hétérogènes (7,1 %), espaces ouverts, sans ou avec peu de végétation (3,2 %), cultures permanentes (2 %), eaux maritimes (0,2 %). L'évolution de l’occupation des sols de la commune et de ses infrastructures peut être observée sur les différentes représentations cartographiques du territoire : la carte de Cassini (XVIIIe siècle), la carte d'état-major (1820-1866) et les cartes ou photos aériennes de l'IGN pour la période actuelle (1950 à aujourd'hui).

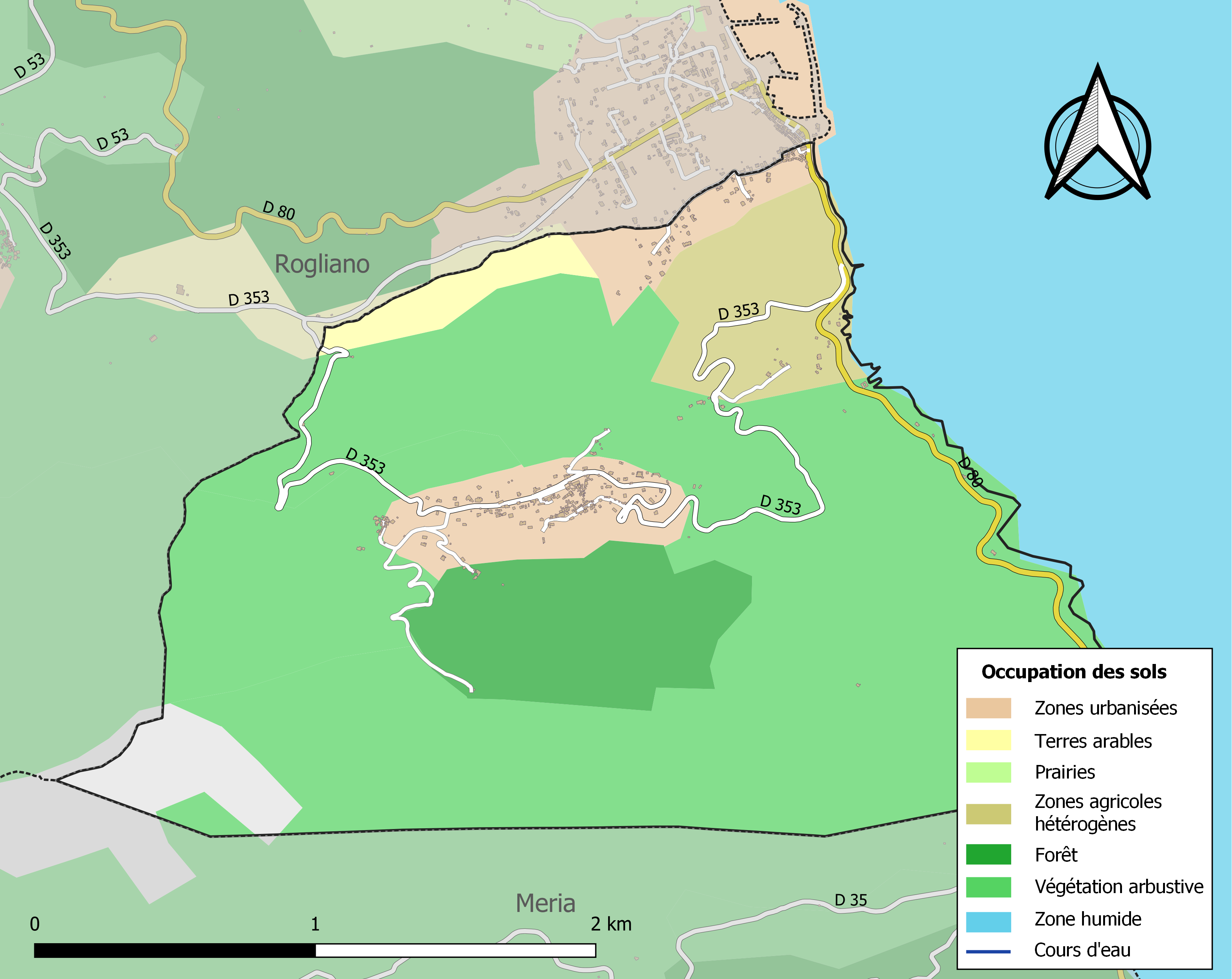
Carte des infrastructures et de l'occupation des sols de la commune en 2018 (CLC).
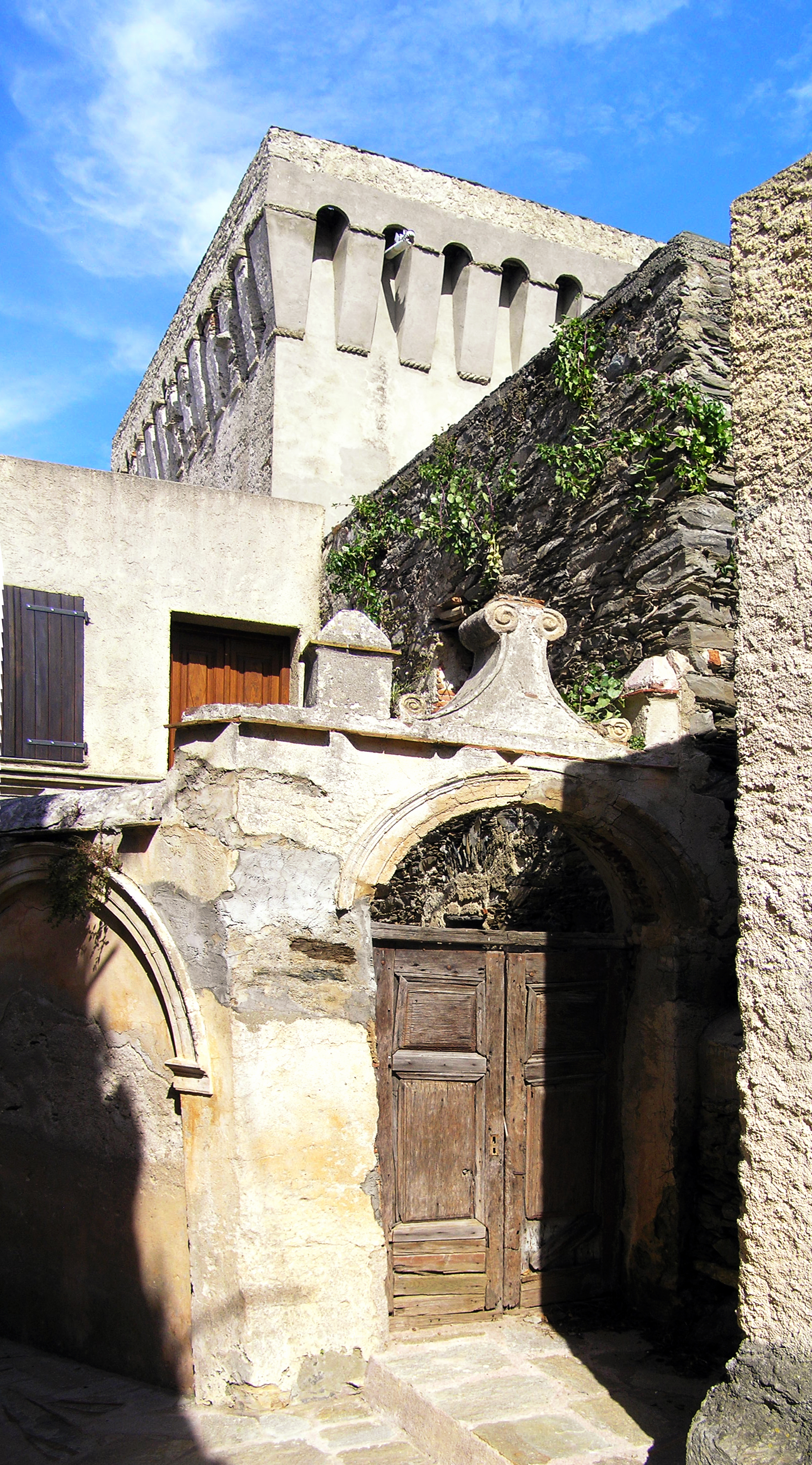
Ruelle dans Poggio.

#### Mandolacce
Il était le bourg principal il y a plus de cent ans. Il était protégé par une tour carrée. On y trouve de nos jours la mairie.
Son nom a pour origine la fusion de « mando » qui se justifie par « situation en hauteur », et « lacce » (du latin ilex signifiant « chêne-vert »).

#### Girasca
Le hameau d'A Girasca se situe au nord-est du village de Mandolacce.

#### Poggio

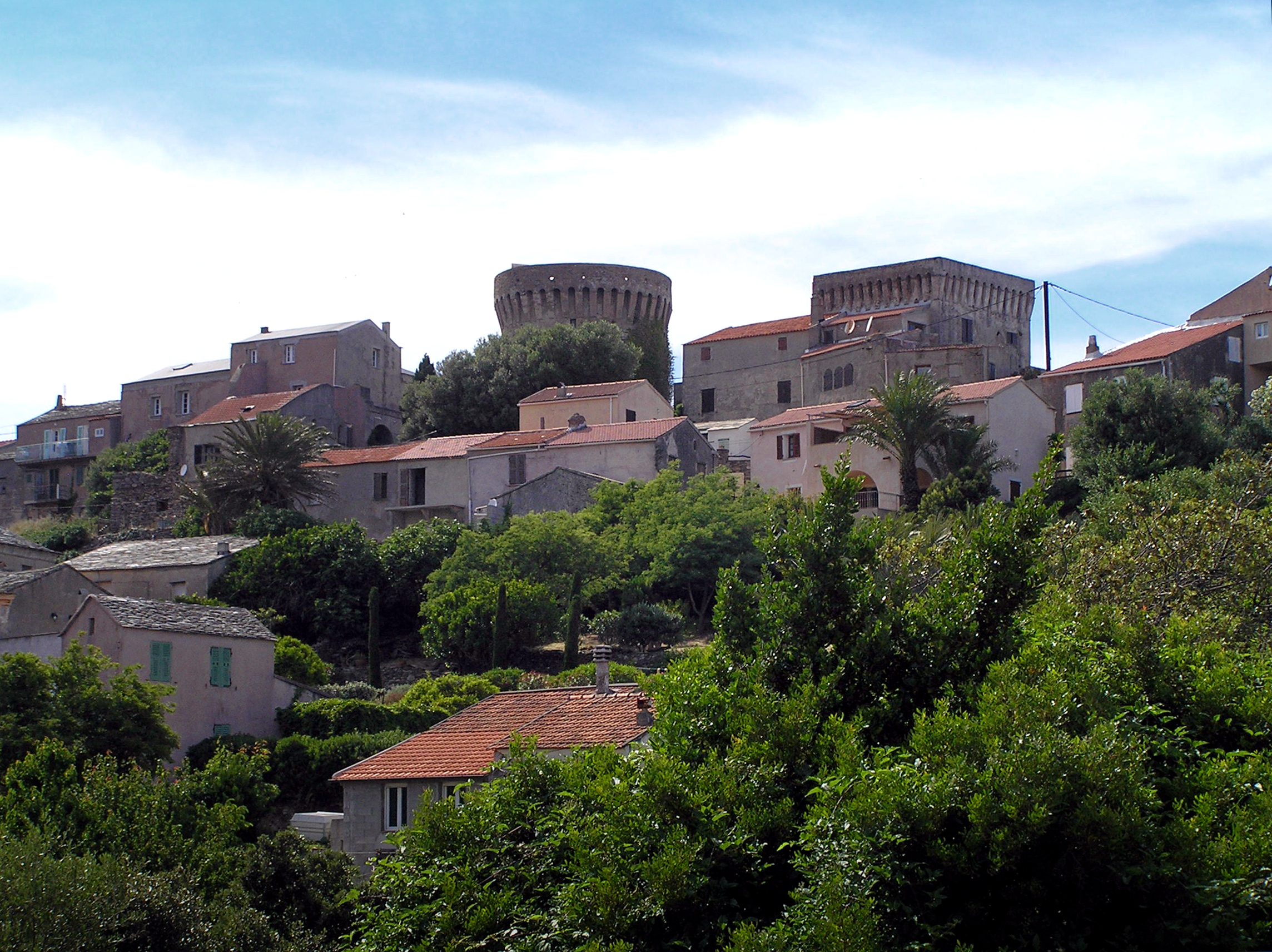
Poggio et ses deux tours génoises.

Poggio est un village  jouxtant Mandolacce et qui possède une chapelle San Roccu et deux tours : l'une carrée de style pisan, l'autre ronde, génoise.

#### Stopione

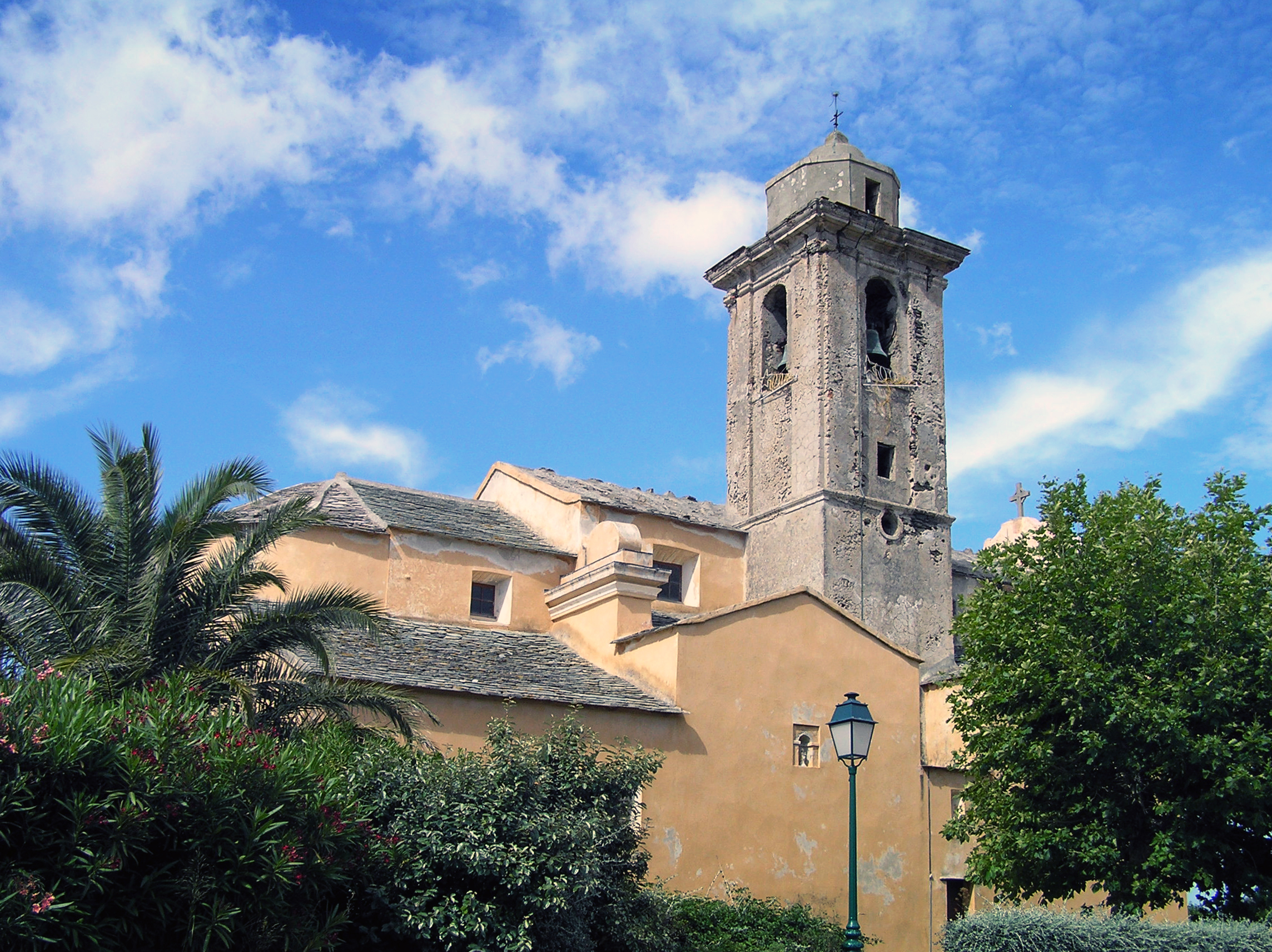
Saint-Nicolas.

Stopione (ou Stuppione) est le belvédère de Tomino. On y jouit d'un superbe panorama sur Macinaghju, les Îles Finocchiarola, de Capraia, de Gorgona, la mer Tyrrhénienne. Le site est toutefois exposé au libeccio, vent d'ouest dominant.
L'origine du nom Stopione dérive du latin stipula (bas-latin stupula) qui signifie chaume, paille. Le lieu fut donc jadis couvert de céréales.
Stopione possède l'église San Niculaiu (saint Nicolas), édifice baroque du XIe siècle, agrandie au XVIIIe, située derrière la confraternita (chapelle de confrérie) Santa-Croce restaurée en 2011. Le cimetière communal s'y trouve.

#### La Marina
La Marina est un hameau de Tomino, séparé de Macinaghju (Rogliano) par le fiume Jioielli. S'y trouve une chapelle San Roccu. C'est de nos jours le quartier sud du port de Macinaggio. Elle était autrefois défendue par deux forts : 
- Fort San Ghiseppu (Saint-Joseph) bâti à 51 mètres d'altitude, au sud de la Marine et la dominant ;
- Fort Santa Catarina (Sainte-Catherine), édifié au sommet du Bucinu. Jadis cette colline était couronnée d'un bois (l'étymologie de Bucinu vient du latin buxum confondu avec boscus « petit bois »).

#### Valle
Valle est un hameau se trouvant au sud-ouest de Stopione, à l'ouest de la chapelle San'Antonio près de laquelle existait un village, Sant'Antonio, aujourd'hui disparu.

#### Costa
À l'ouest de Stopione et de Valle se situe le hameau de Costa avec sa chapelle San Guglielmu.

### Voies de communication et transports

#### Accès routiers
La route D 80, qui fait le tour du Cap Corse, longe carrément la côte sur toute la traversée de la commune. Elle avait été ouverte à la circulation en 1858. Depuis sa jonction avec la route D 353 au nord de la Callela, on a accès aux villages avec un parcours d'environ 5 km de route sinueuse.
La D 353, ouverte en 1972, mène à Rogliano. C'est une autre petite route, en toboggan, qui passe devant la chapelle isolée de San Pancraziu.

#### Transports
Il n'y a pas de transport de voyageurs sur la commune. Toutefois, Tomino se situe à proximité de Macinaggio où exercent plusieurs chauffeurs de taxis. S'y trouve également un service d'autocars de tourisme.
Tomino est distant par route, de 38 km du port de commerce de Bastia, de 38 km de la gare des CFC de Bastia et de 59 km de l'aéroport de Bastia Poretta.

## Histoire

### Antiquité
Selon plusieurs historiens, en 59 saint Paul s'est arrêté à Clunium, bourg antique fondé au VIe siècle av. J.-C. Il a ensuite fait escale à Tamina qui dépendait alors directement de Rome, où il nomma évêque Martino Tominato. Tamina devait se situer à proximité de l'actuelle Marine de Tomino.
Colonna de Cesari Rocca pose le problème en écrivant : « De quand datent, en Corse, les premières prédications ? De quand les premières églises ? Questions encore insolubles et qui le resteront longtemps. Il y eut sans doute des chrétiens parmi les colons de Mariana ou d'Aléria, mais les gens de la montagne ne se laissèrent pas facilement entamer par la foi nouvelle ; ici comme ailleurs les « païens » ce sont les paysans. Il y eut peut-être un cimetière chrétien à Mariana : le Golo, au cours capricieux, le recouvre aujourd'hui et les pierres tombales demeurent visibles ; le jour où le fleuve sera ramené dans son lit, on pourra se prononcer sur l'époque où ces tombes furent construites ».
Xavier Poli rejette la thèse du passage de saint Paul en Corse : « La prédication de saint Paul, en Corse, est aussi à rejeter dans le domaine des légendes ; son voyage en Espagne n'est que problématique et, à une époque où la navigation était surtout côtière, il est permis de supposer que, si ce voyage a réellement eu lieu, la route suivie a été celle indiquée par la tradition : de Rome en Gaule et de là en Espagne ».
Une légende raconte que les premiers chrétiens habitaient les grottes de Forcone.

### Moyen Âge
Tamina fut détruite au VIIIe siècle par les Lombards.
- De la fin du IXe siècle à 1249, la piève de Tomino est la propriété des seigneurs Da Campo di Luri. San Nicolao de Tomino dont la première mention est 1115, était église avant d'être érigée en piève dans le courant du XIIIe siècle[14]. Le titre d'église piévane et les limites de ladite piève incluant possiblement Rogliano ne sont cependant pas clairement établis pour Tomino[15].
- 1115 - Ildebrandus, évêque de Mariana, offre au monastère de l'île de Gorgone, l'église San Nicolao de Tomino, avec ses dîmes et ses dépendances.
- 1249 - La communauté entre dans le fief des Da Mare de San Colombano di Rogliano jusqu'en 1592.

### Temps modernes
Vers 1520 les lieux habités étaient : La Costa avec 4 familles, Mandolacce, 12 familles, Poggio, 1 famille, Stoppione, 6 familles, Tomino, 17 familles, et La Valle, 10 familles.
Au début du XVIe siècle, Tomino était une communauté appartenant au fief de San Colombano de la famille Da Mare.
- 1524 - Après le décès de Giacomo-Santo 1er, les fiefs Da Mare qui comprenaient entre 1350 et 1536 les fiefs de Centuri, Morsiglia, Pino et San Colombano, sont partagés entre ses deux enfants. Georgette mariée au marquis génois François de Negroni reçoit le tiers de vassaux ainsi que les tours des Motti, de Santa Severa, de Méria et de Macinaggio ; le reste revient à son frère Simon III. À Tomino, sur 40 vassaux, 23 sont attribués à Simone III Da Mare et 17 à Francesco de Negroni, époux de la sœur de Simone III, Giorgetta.
- 1592 - La seigneurie passa sous administration génoise directe, après l'intervention du gouverneur génois Augustin Doria profitant du désaccord des héritiers de Barbara Da Mare décédée en 1582. Le fief de San Colombano devient la provincia di CapoCorso[10].
- 1646 - Tomino possède 90 feux et 450 habitants. Les Tominais ont six barques de pêche au port de Macinaggio.
- 1757 - Tomino se rallie à Pascal Paoli mais se trouve assiégé par les Génois de 1758 à 1762. Une bombe génoise tue plusieurs personnes dans l'église San Nicolao.
- D'août 1761 à janvier 1762, dans les archives de l'église paroissiale, on trouve les décès de 13 jeunes de 21 à 36 ans originaires du Cap Corse, du Nebbio, de Corte, du Niolo, d'Aleria, d'Ortiporio.
- 1770 - D'après le plan terrier, Tomino comptait 552 habitants : 5 familles de bourgeois, 182 d'agriculteurs et de vignerons, 65 de marins, 8 de commerçants, 3 de bouchers, 3 de maçons et 3 de serruriers.
- 1875 - Tomino a compté jusqu'à 710 habitants.

Du temps des Génois, la vigne a occupé jusqu'à 170 ha en 1790 (elle n'en occupait plus que 10 à la fin du siècle dernier). Les vins produits particulièrement le muscat (muscatellu) étaient de qualité, étaient très appréciés et se vendaient chers à Gênes au point que leur vente en était interdite en Corse.

### Époque contemporaine
Au XXe siècle, le déclin de l'agriculture dans le Cap Corse pousse les jeunes vers une vie citadine ou à des emplois administratifs ; puis la guerre de 1914-1918 saigne à blanc chaque village. À partir de 1918, l'exode sera massif ; une centaine d'habitants émigrent aux Amériques.
- 1954 - Le canton de Rogliano était composé des communes de Centuri, Ersa, Morsiglia, Rogliano et Tomino qui comptait 155 habitants.
- 1971 - 1973 : de nouveaux cantons sont créés dont le canton de Capobianco, par la fusion imposée des anciens cantons de Rogliano et Luri.

## Politique et administration

### Liste des maires
| Période                                  | Période    | Identité                | Étiquette | Qualité                                                            |
| ---------------------------------------- | ---------- | ----------------------- | --------- | ------------------------------------------------------------------ |
| oct 1800                                 | nov 1803   | Domenico GIOVANNETTI    |           |                                                                    |
| déc 1803                                 | mai 1805   | Giuseppe Maria POLIDORI |           |                                                                    |
| juin 1805                                | avril 1807 | Francesco Maria TORRE   |           |                                                                    |
| avril 1807                               | oct 1808   | Pietro MARI             |           |                                                                    |
| oct 1808                                 | nov 1815   | Simon Pietro GIORGI     |           |                                                                    |
| déc 1815                                 | 1818       | Filippo MARINI          |           |                                                                    |
| 1818                                     | nov 1830   | Nicolao TORRE           |           |                                                                    |
| déc 1830                                 | mai 1848   | Giovanni GIOVANNETTI    |           |                                                                    |
| juin 1848                                | août 1848  | Paul MATTEI             |           |                                                                    |
| sep 1848                                 | juil 1869  | Giovanni GIOVANNETTI    |           |                                                                    |
| juil 1869                                | mai 1888   | Simon TORRE             |           |                                                                    |
| juin 1888                                | mai 1892   | François Marie ORLANDI  |           |                                                                    |
| mai 1892                                 | mars 1907  | Simon TORRE             |           |                                                                    |
| mai 1907                                 |            | Domingo GIOVANNETTI     |           |                                                                    |
| 1945                                     | 1966       | Jérémie CONSTANT        |           |                                                                    |
| 1966                                     | 1988       | Paul Sylvestre FILIPPI  |           |                                                                    |
| mars 1988                                | En cours   | François ORLANDI        | PRG-LREM  | Chargé de clientèle bancaire Conseiller général puis départemental |
| Les données manquantes sont à compléter. |            |                         |           |                                                                    |

## Population et société

### Démographie
L'évolution du nombre d'habitants est connue à travers les recensements de la population effectués dans la commune depuis 1800. Pour les communes de moins de 10 000 habitants, une enquête de recensement portant sur toute la population est réalisée tous les cinq ans, les populations de référence des années intermédiaires étant quant à elles estimées par interpolation ou extrapolation. Pour la commune, le premier recensement exhaustif entrant dans le cadre du nouveau dispositif a été réalisé en 2004.

En 2022, la commune comptait 179 habitants, en évolution de −17,89 % par rapport à 2016 (Haute-Corse : +5,15 %, France hors Mayotte : +2,11 %).
| 1800 | 1806 | 1821 | 1831 | 1836 | 1841 | 1846 | 1851 | 1856 |
| ---- | ---- | ---- | ---- | ---- | ---- | ---- | ---- | ---- |
| 652  | 639  | 636  | 662  | 690  | 679  | 702  | 711  | 690  |

| 1861 | 1866 | 1872 | 1876 | 1881 | 1886 | 1891 | 1896 | 1901 |
| ---- | ---- | ---- | ---- | ---- | ---- | ---- | ---- | ---- |
| 664  | 695  | 712  | 702  | 716  | 654  | 653  | 659  | 549  |

| 1906 | 1911 | 1921 | 1926 | 2004 | 2006 | 2009 | 2014 | 2019 |
| ---- | ---- | ---- | ---- | ---- | ---- | ---- | ---- | ---- |
| 520  | 524  | 510  | 511  | 205  | 224  | 207  | 208  | 188  |

| 2022 | - | - | - | - | - | - | - | - |
| ---- | - | - | - | - | - | - | - | - |
| 179  | - | - | - | - | - | - | - | - |

### Manifestations culturelles et festivités
- Le 6 décembre est fêtée la Saint-Nicolas, le saint patron.

### Cultes
L'église paroissiale San Niculaiu relève du diocèse d'Ajaccio.

## Économie
Au XVIIIe siècle, 170 ha de vigne étaient plantés. Tomino produisait des vins de qualité. Ils se vendaient chers à Gênes qui en interdisait la vente sur l'île. Le muscat (muscatellu) est toujours d'un moelleux incomparable. Le muscat du Cap-Corse possède le label français AOC (Appellation d'origine contrôlée) ainsi que le label européen AOP (Appellation d'origine protégée). De nos jours, seuls 10 ha de vigne sont cultivés.
Au XIXe siècle, 33 ha étaient plantés d'oliviers. La commune avait un cheptel de 350 têtes de gros bétail dont 170 chèvres et 135 ânes.

## Culture locale et patrimoine

### Lieux et monuments

#### Tours génoises
Deux tours ont été édifiées aux XVIe et XVIIe siècles afin que la population puisse se défendre contre les pirates barbaresques qui razziaient les côtes de l'île. Des feux allumés sur les terrasses sommitales permettaient de signaler, d'une tour à l'autre, l'approche de leurs navires.
- Tour carrée à Poggio. Restaurée, elle est devenue une habitation.
- Tour circulaire à Poggio, étroitement cernée d'habitations.

#### Autres patrimoines civils
- Monument aux morts, au nord de la Place Jérémie Constant, maire de Tomino de 1945 à 1966.
- Dans un observatoire en demi-cercle récemment construit à gauche de la confrérie Santa Croce à Stopione, des plaques d'information environnementale expliquent la présence des deux tours de Tomino, des moulins à vent du Cap Corse, des parcs d'éoliennes de Rogliano et d'Ersa, de la construction de l'église Saint-Nicolas, de la confrérie Santa Croce et des « maisons d'Américains ».

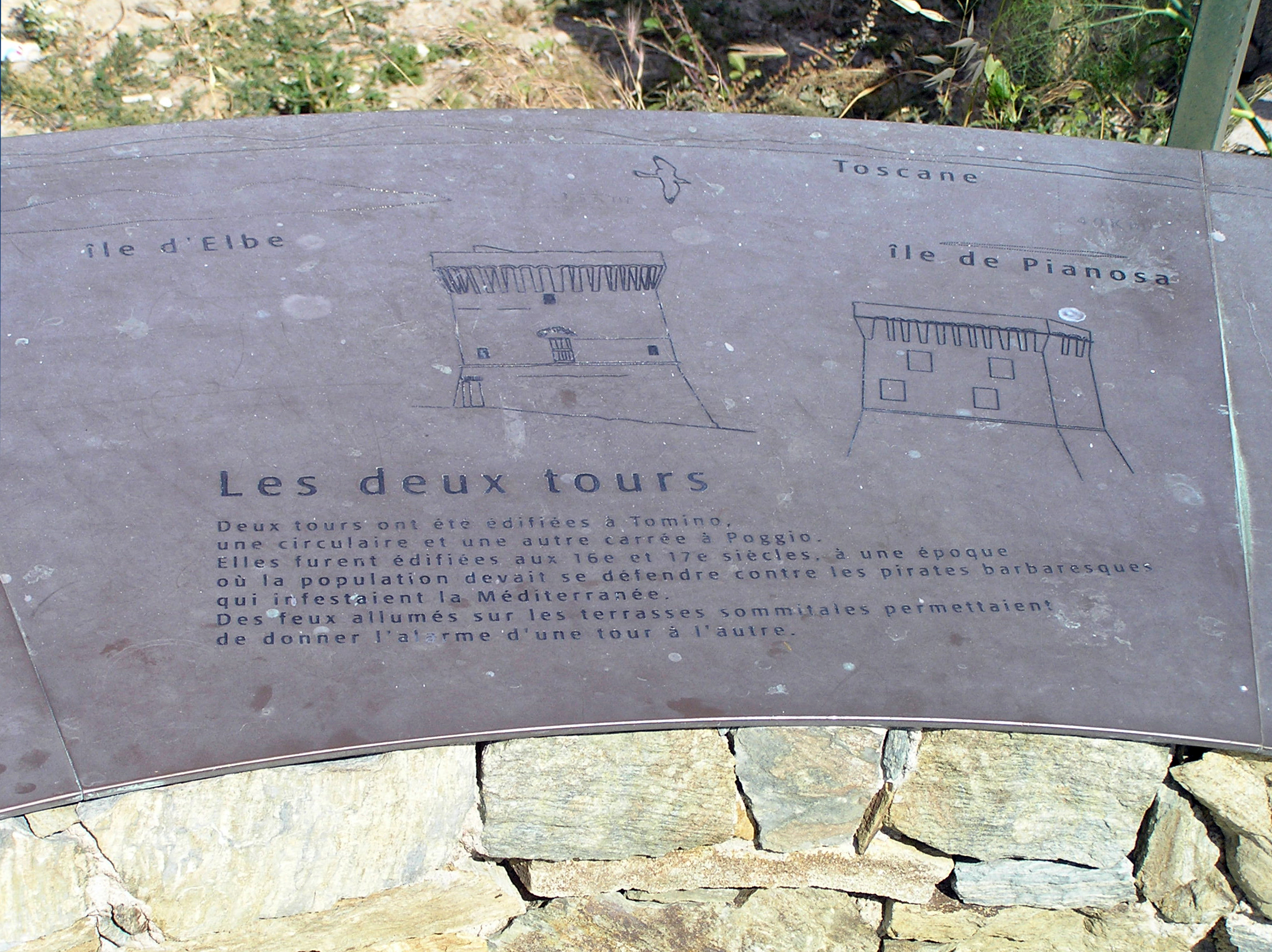
Plaque « Les deux tours ».
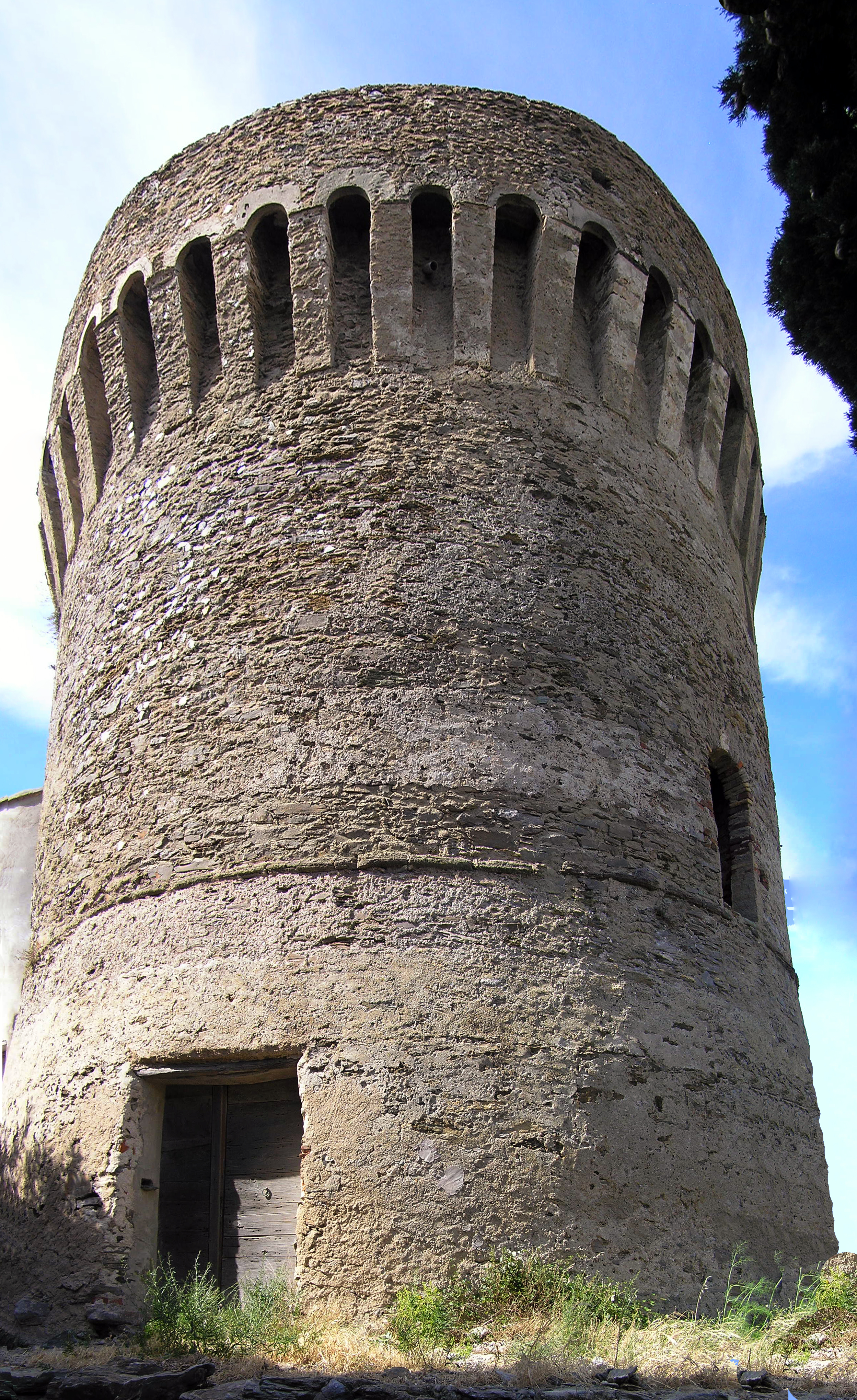
Tour circulaire de Poggio.
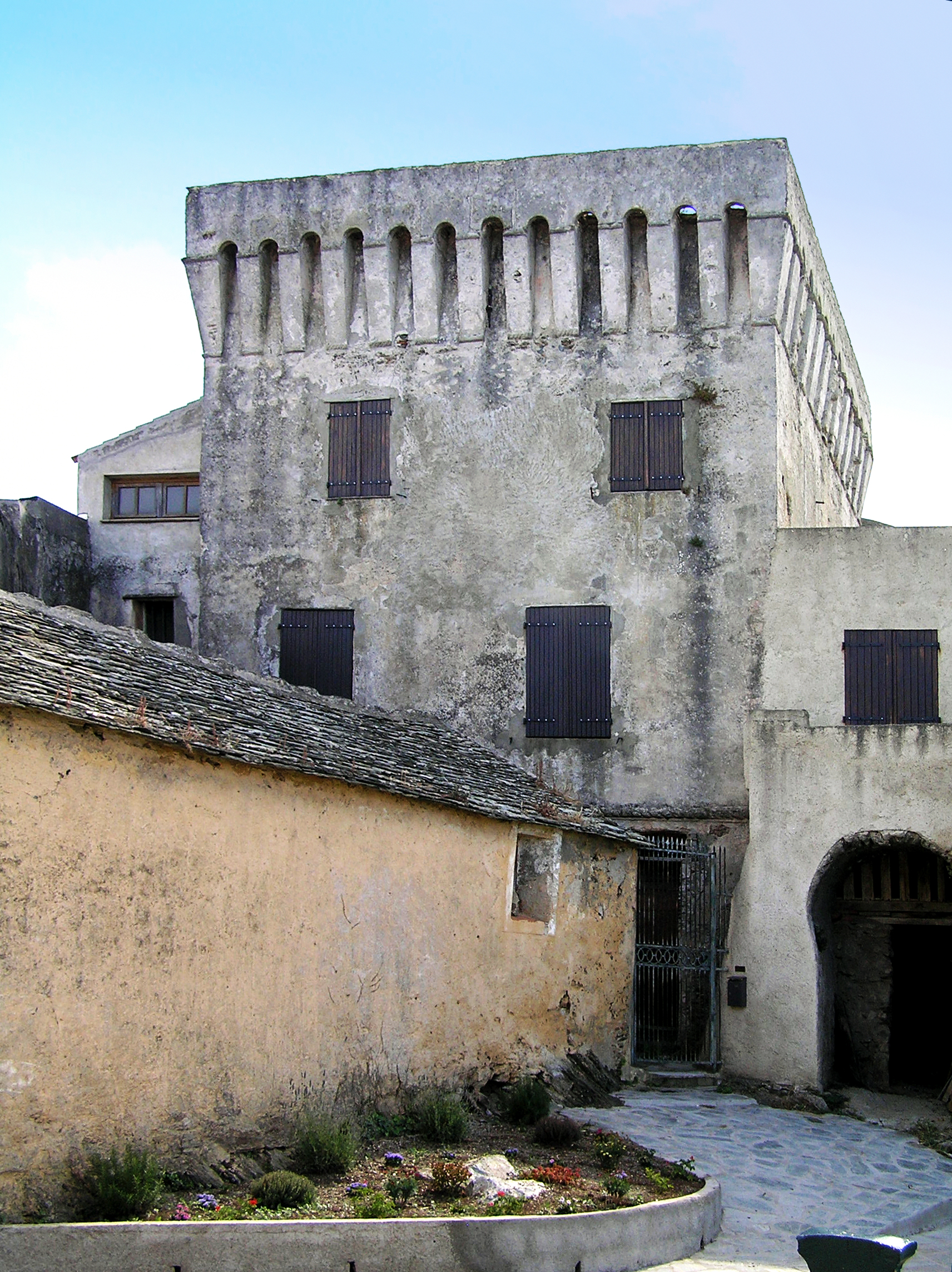
Tour carrée.
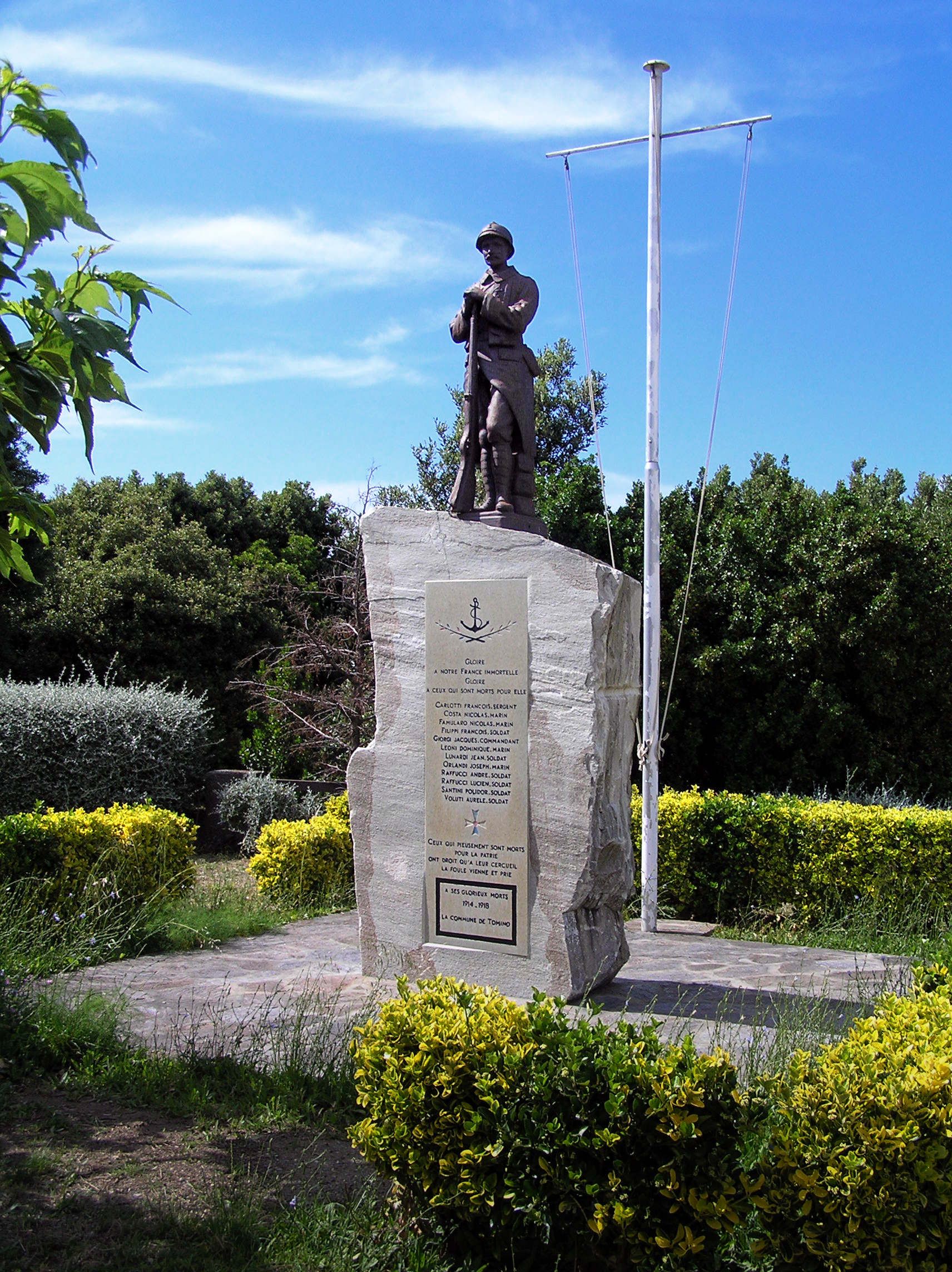
Monument aux morts.

#### Église San Nicolao
L'église paroissiale San Nicolao (San Niculaiu ou saint Nicolas), est un édifice baroque du XVIIe siècle, remanié au XVIIIe siècle. Elle est située à l'ouest de la place Jérémie-Constant.
Au XIIe siècle, l'église primitive est signalée à l'état de ruine, ce qui fait remonter sa construction à une date antérieure au XIIe siècle. En 1425, l'église paroissiale devient propriété de la chartreuse de Calci. L'édifice est reconstruit au XVIIe siècle, à nef unique dotée d'une seule chapelle latérale. Au début du XVIIIe siècle, l'église est agrandie pour répondre aux besoins de la population et fait l'objet d'une restauration dans les années 1870-1876. L'édifice se termine par un chevet semi-circulaire. L'élévation antérieure est couronnée par un fronton chantourné. Colonnes et pilastres à chapiteaux corinthiens animent cette façade. Un clocher rectangulaire flanque l'élévation sud. À l'intérieur, un chœur en hémicycle termine une nef unique sur laquelle s'ouvrent quatre chapelles latérales. La demi-coupole qui coiffe le chœur est peinte de caissons en trompe-l'œil. L'édifice est inscrit Monument historique par arrêté du 8 mars 1991.
Le tabernacle en argent a été fondu sous Pascal Paoli pour alimenter la Muneta (ou Zecca) de Corte qui frappait des pièces d'argent de 10 et 20 soldi.
L'église renferme un tableau Les Chartreux de Calci au pied de la Vierge à l'Enfant, toile peinte à l'huile de 1765, œuvre attribuée à Giovan-Battista Moro, peintre bastiais dont l'activité picturale est attestée entre 1706 et 1765. Le tableau est classé Monument historique par arrêté du 24 juillet 2002.

#### Autres patrimoines religieux
- Chapelle de confrérie Santa-Croce, située à l'est de la Place Jérémie Constant.
- Maison Mari-Marchetti, située près de l'église San Nicolao. C'est un ancien couvent de Chartreux. Au XVIIIe siècle, une grande partie du village appartenait aux Chartreux de Pise qui y avaient un hospice.
- Chapelle Sant'Antonio au hameau de Valle.
- Chapelle San Guglielmu au hameau de A Costa.
- Chapelle isolée de San Pancraziu (San Brancraziu). Elle remplace une chapelle San Bernardinu disparue.
- Chapelle San Roccu à Poggio.

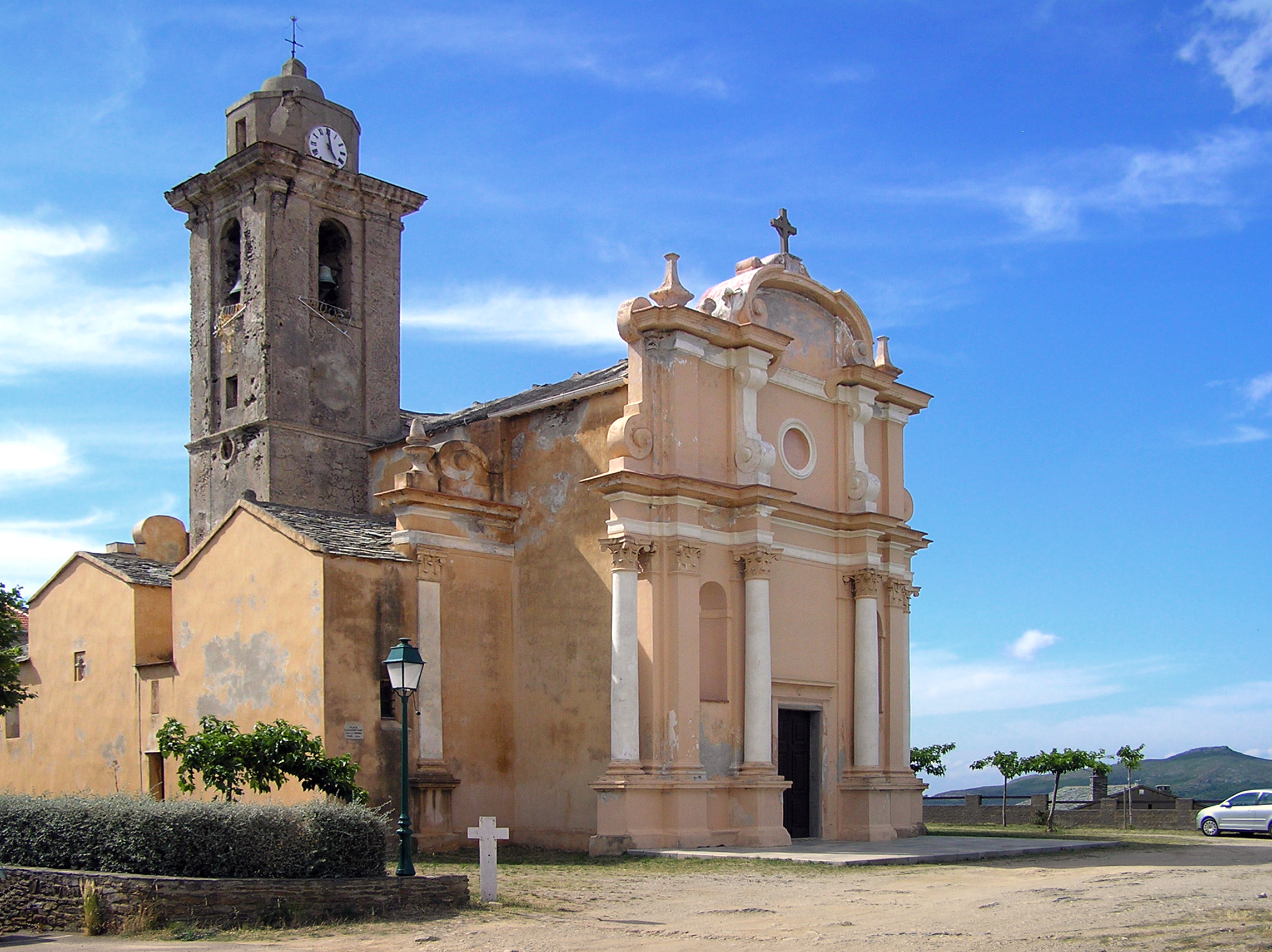
Église paroissiale Saint-Nicolas.
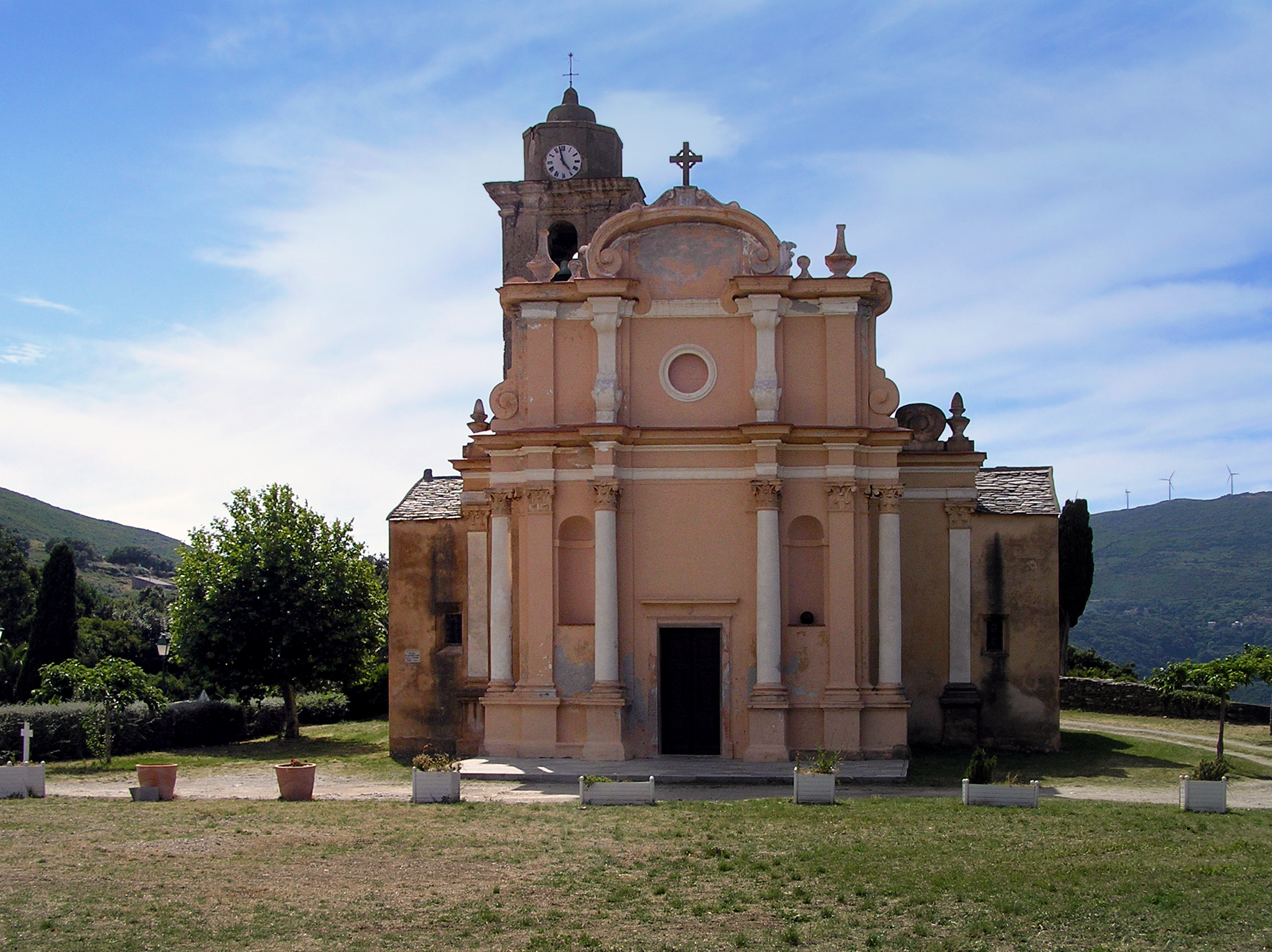
Façade antérieure.
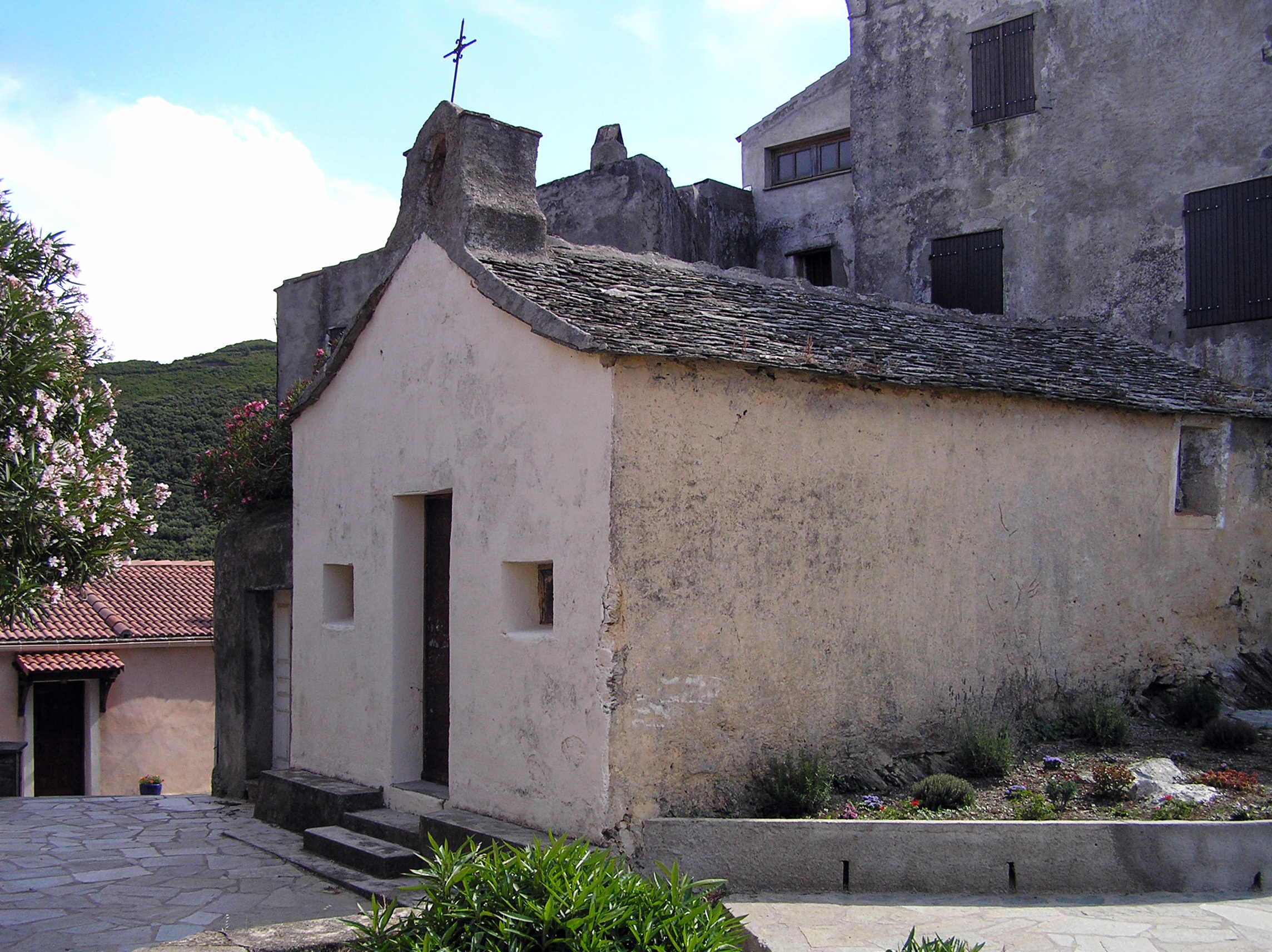
Chapelle San Roccu à Poggio.
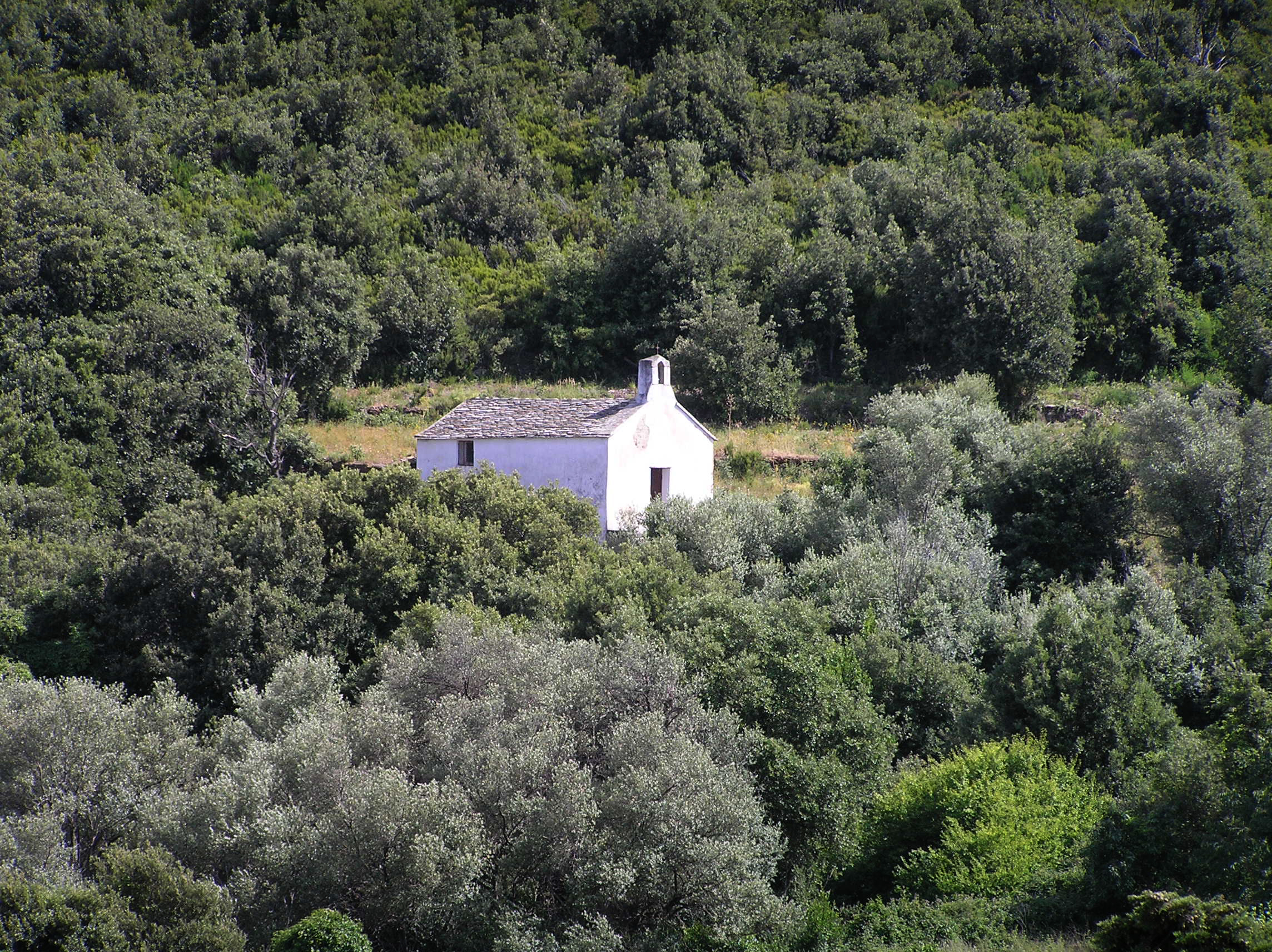
Chapelle Sant'Antonio à Valle.

### Personnalités liées à la commune
- Jacques Antoine Giorgi (24 juillet 1869 à Tomino - 16 août 1918 en mer) - Commandant du vapeur Balkan torpillé au large de Calvi le 16 août 1918.